# Cenarchaeum
A  Cenarchaeum a Cenarchaeaceae családjának nemzetsége. A Cenarchaeum symbiosum a Axinella mexicana szivaccsal él szimbiózisban (endoszimbionta).

### Tudományos folyóiratok
- (2013. november 1.) „Copper requirements of the ammonia-oxidizing archaeon Nitrosopumilus maritimus SCM1 and implications for nitrification in the marine environment”. Limnology and Oceanography 58 (6), 2037–2045. o. DOI:10.4319/lo.2013.58.6.2037.
- (2013. január 1.) „Microbial Community Compositional Shifts in Bleached Colonies of the Brazilian Reef-Building Coral Siderastrea stellata”. Microbial Ecology 65 (1), 205–213. o. DOI:10.1007/s00248-012-0095-x. PMID 22864853. (Hozzáférés: 2014. november 10.)
- Preston CM, Wu KY, Molinski TF, De Long EF (1996). „A psychrophilic crenarchaeon inhabits a marine sponge: Cenarchaeum symbiosum gen. nov., sp. nov”. Proc. Natl. Acad. Sci. USA 93 (13), 6241–6246. o. DOI:10.1073/pnas.93.13.6241. PMID 8692799. PMC 39006.
- (2014. április 17.) „Genomic and Metabolic Diversity of Marine Group I Thaumarchaeota in the Mesopelagic of Two Subtropical Gyres”. PLoS One 9 (4), e95380. o. DOI:10.1371/journal.pone.0095380.

### Tudományos adatbázisok
- Cenarchaeum PubMed hivatkozásai
- Cenarchaeum PubMed Central hivatkozásai
- Cenarchaeum Google Scholar hivatkozásai

- NCBI rendszertani oldal ehhez a taxonhoz: Cenarchaeum
- Keresés a Tree of Life rendszertani oldalain erre: Cenarchaeum
- Keresés a Species2000 oldalain erre: Cenarchaeum
- Cenarchaeum a MicrobeWikin
- LSPN oldal ehhez: Cenarchaeum